# Lijsttrekker
De lijsttrekker of lijstaanvoerder is in Nederland, België en Suriname de hoogst geplaatste persoon op de kandidatenlijst van een politieke partij bij verkiezingen. De lijsttrekker speelt namens de partij de hoofdrol in de verkiezingscampagne en de debatten. De lijsttrekker krijgt in het algemeen veel meer aandacht in de media dan de andere kandidaten op de kandidatenlijst.
Een lijsttrekker wordt soms ondersteund door één of meer lijstduwers aan het einde van een lijst.

## Rol na de verkiezingen

### Nederland
Gebruikelijk is dat de lijsttrekker na een succesvol verloop van de verkiezingen ook de rol van fractievoorzitter vervult. Een van de eerste taken
van de nieuwe fractie na de verkiezingen is dan ook het uit haar midden kiezen of aanwijzen van de fractievoorzitter.
Het is gebruikelijk, maar zeker niet noodzakelijk, dat de lijsttrekker van een partij die deelneemt aan de regeringscoalitie na de verkiezingen voor de Tweede Kamer door zijn of haar partij kandidaat wordt gesteld voor de functie van minister-president of vicepremier in het kabinet.
De lijsttrekker wordt na de verkiezingen vaak aangeduid met 'partijleider' of 'politiek leider'.

### België
Op het niveau van de gemeente is het normaal de bedoeling dat de lijsttrekker van de partij die de meeste stemmen behaalde, het burgemeesterschap voor zich opeist. Nochtans kan hij of zij buitenspel gezet worden door coalitievorming en afspraken tussen kleinere partijen. Uiteindelijk moet de kandidaat-burgemeester door een meerderheid in de gemeenteraad voorgedragen worden bij de provinciegouverneur om later door de gewestregering benoemd te worden.
Op federaal en gewestniveau spelen de lijsttrekkers van de belangrijkste partijen een voorname rol in de coalitievorming, met het doel een regering te vormen. Er is echter geen noodzakelijk verband tussen het lijsttrekkerschap en de latere uitoefening van een mandaat in de nieuwe regering of het fractievoorzitterschap in het parlement.